# Секуєнь (Нямц)
Секуєнь, Секуєні (рум. Secuieni) — село у повіті Нямц в Румунії. Входить до складу комуни Секуєнь.
Село розташоване на відстані 275 км на північ від Бухареста, 37 км на схід від П'ятра-Нямца, 65 км на південний захід від Ясс.

## Населення
За даними перепису населення 2002 року у селі проживали 979 осіб, усі — румуни. Усі жителі села рідною мовою назвали румунську.